# 300. strelska divizija (ZSSR)
300. strelska divizija (izvirno rusko 300. стрелковая дивизия; kratica 300. SD) je bila strelska divizija Rdeče armade v času druge svetovne vojne.

## Zgodovina
Divizija je bila ustanovljena julija 1941 v Harkovskem vojaškem okrožju. Aprila 1943 je bila preimenovana v 86. gardno strelsko divizijo. Pozneje so jo ponovno ustanovili.